# Benešov nad Černou
Benešov nad Černou (Duits: Deutsch Beneschau) is een dorp en gemeente aan de rivier Černá in de Tsjechische regio Zuid-Bohemen. De plaats ligt op een hoogte van 661 meter, ongeveer 25 kilometer ten oosten van de districtshoofdstad Český Krumlov.

## Geschiedenis
Het dorp bestaat vermoedelijk sinds de 13e eeuw. De eerste schriftelijke vermelding stamt uit het jaar 1332. In dat jaar werd de kapel van het dorp ingewijd. Jan Jiří ze Švamberka gaf de plaats het recht om bier te brouwen en een markt te houden, en in 1881 kreeg het stadsrechten. Het oorspronkelijke uiterlijk is Benešov kwijtgeraakt door vele branden in vooral de 19e eeuw.

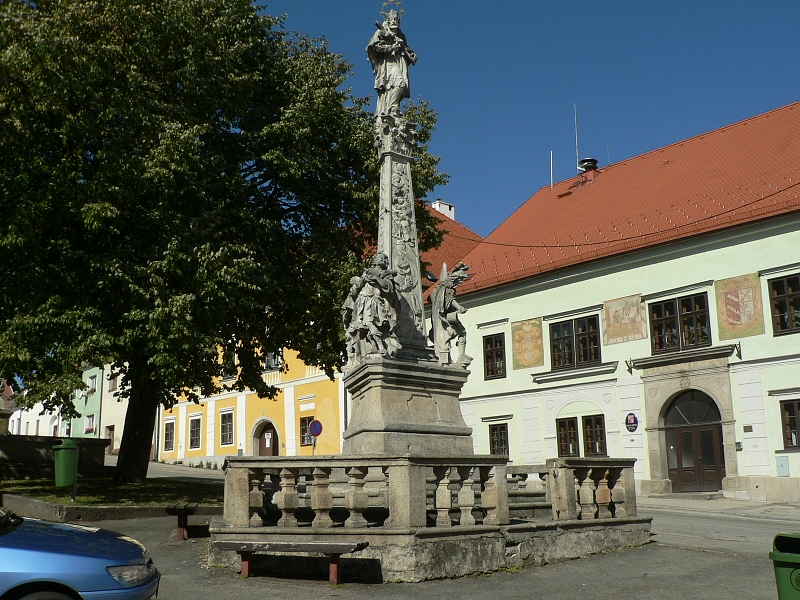
Nepomukzuil en gemeentehuis

Benešov nad Černou · Besednice · Bohdalovice · Brloh · Bujanov · Černá v Pošumaví · Český Krumlov · Dolní Dvořiště · Dolní Třebonín · Frymburk · Holubov · Horní Dvořiště · Horní Planá · Hořice na Šumavě · Chlumec · Chvalšiny · Kájov · Kaplice · Křemže · Lipno nad Vltavou · Loučovice · Malonty · Malšín · Mirkovice · Mojné · Netřebice · Nová Ves · Omlenice · Pohorská Ves · Polná na Šumavě · Přední Výtoň · Přídolí · Přísečná · Rožmberk nad Vltavou · Rožmitál na Šumavě · Soběnov · Srnín · Střítež · Světlík · Velešín · Větřní · Věžovatá Pláně · Vojenský újezd Boletice · Vyšší Brod · Zlatá Koruna · Zubčice · Zvíkov